# Achille Valenciennes taxonjai

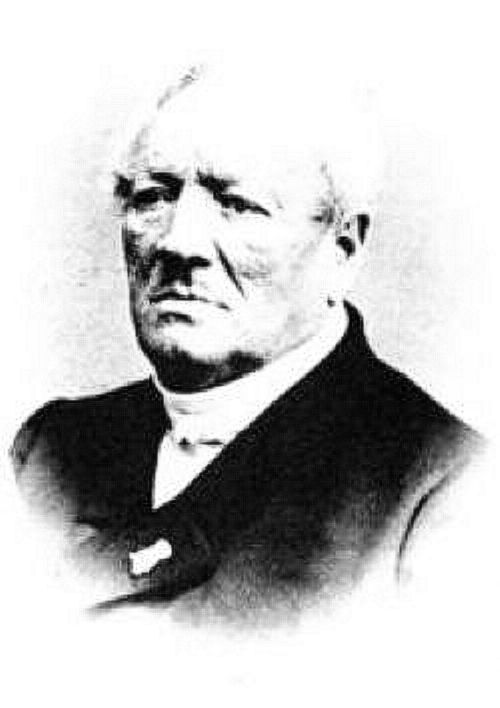
Achille Valenciennes

Ezen a listán azok a taxon nevek szerepelnek, amelyeket Achille Valenciennes (1794 – 1865) alkotott. Azok a taxon nevek, amelyek nincsenek belinkelve, manapság csak szinonimaként használtak (az alábbi lista nem teljes):

## Emlősök
- anatóliai leopárd (Panthera pardus tulliana) Valenciennes, 1856 - a leopárd egyik alfaja

## Madarak

### Tyúkalakúak
- Arborophila torqueola (Valenciennes, 1826) - Perdix torqueola Valenciennes, 1826
- Arborophila torqueola torqueola (Valenciennes, 1825) - Perdix torqueola torqueola Valenciennes, 1825

### Harkályalakúak
- Campethera maculosa (Valenciennes, 1826)[1]
- Campephilus leucopogon (Valenciennes, 1826)[2]
- Mulleripicus funebris (Valenciennes, 1826)[3]

## Halak

### Porcos halak

#### Sasrájaalakúak
- Aetoplatea Valenciennes in J. P. Müller & Henle, 1841 - Gymnura

#### Kékcápaalakúak

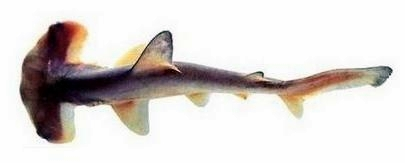
Vaksi pörölycápa (Sphyrna tudes)

- Prionodon obvelatus Valenciennes, 1844 - sötétcápa
- vaksi pörölycápa (Sphyrna tudes) (Valenciennes, 1822)
- Cestracion tudes (Valenciennes, 1822)
- Sphyraena tudes (Valenciennes, 1822)
- Spyrna tudes (Valenciennes, 1822)
- Zygaena tudes Valenciennes, 1822 - vaksi pörölycápa
- Squalus malleus (Valenciennes, 1822) - közönséges pörölycápa
- Zygaena malleus Valenciennes, 1822 - közönséges pörölycápa

#### Heringcápa-alakúak
- Lamna oxyrhina Cuvier & Valenciennes, 1838 - röviduszonyú makócápa

#### Tüskéscápa-alakúak
- Scymnus micropterus Valenciennes, 1832 - grönlandi cápa

### Sugarasúszójú halak

#### Elefánthalak

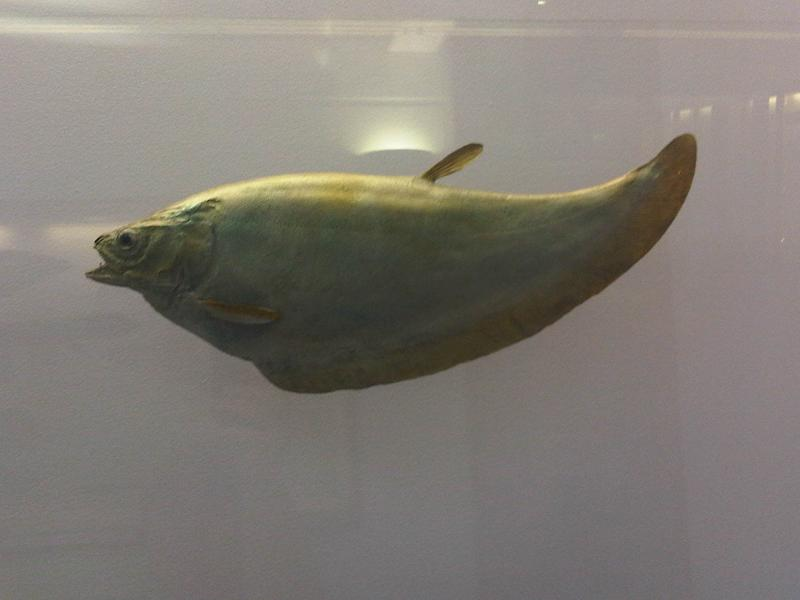
Pávaszemes késhal (Chitala chitala)

- Notopterus buchanani Valenciennes, 1848 - pávaszemes késhal
- Notopterus maculatus Valenciennes, 1832 - pávaszemes késhal
- Vastres Valenciennes in Cuvier & Valenciennes, 1847 - Arapaima
- Arapaima agassizii (Valenciennes, 1847)
- Vastres agassizii Valenciennes, 1847 - Arapaima agassizii
- Vastres arapaima Valenciennes, 1847 - arapaima
- Vastres cuvieri Valenciennes, 1847 - arapaima
- Arapaima mapae (Valenciennes, 1847)
- Vastres mapae Valenciennes, 1847 - Arapaima mapae
- Heterotis adansoni Valenciennes, 1847 - Heterotis niloticus
- Heterotis ehrenbergii Valenciennes, 1847 - Heterotis niloticus
- Osteoglossum minus Valenciennes, 1847 - arawana

#### Gyíkfejűhal-alakúak

##### Gyíkfejűhal-félék
- Nyugat-Afrikai gyíkfejűhal (Elops lacerta) Valenciennes, 1847

##### Tarponfélék
- Megalops Valenciennes, 1847

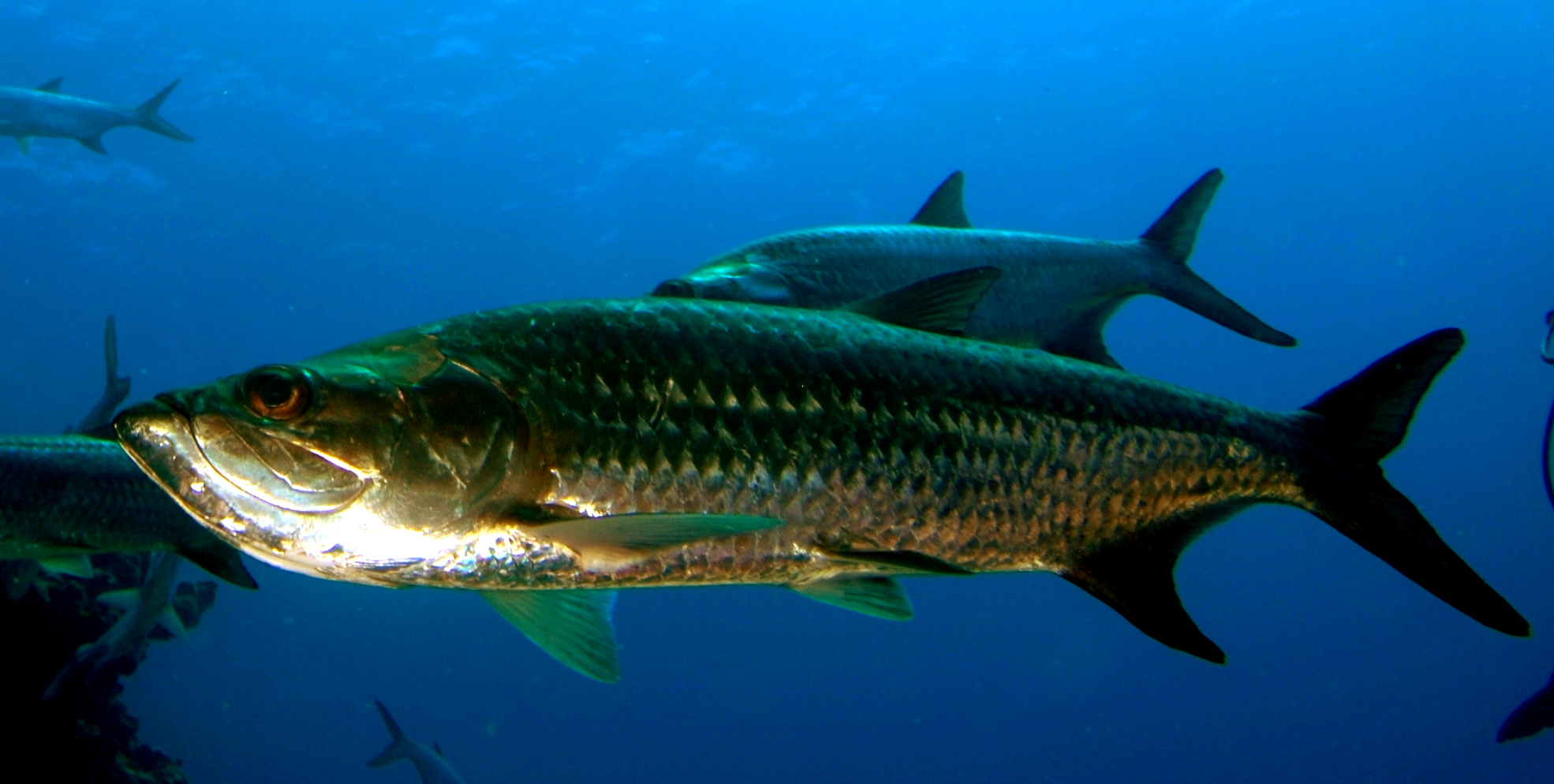
Atlanti tarpon (Megalops atlanticus)

- atlanti tarpon (Megalops atlanticus) - Valenciennes, 1847
- Megalops atlantica Valenciennes, 1847
- Tarpon atlanticus (Valenciennes, 1847) - atlanti tarpon
- Megalops indicus Valenciennes, 1847 - Megalops cyprinoides

#### Angolnaalakúak
- Anguilla canariensis (Valenciennes, 1843) - európai angolna
- Myrichthys pardalis (Valenciennes, 1839)

#### Heringalakúak

##### Heringfélék
- Dussumieria (Cuvier & Valenciennes, 1847)
- Harengula (Cuvier & Valenciennes, 1847)

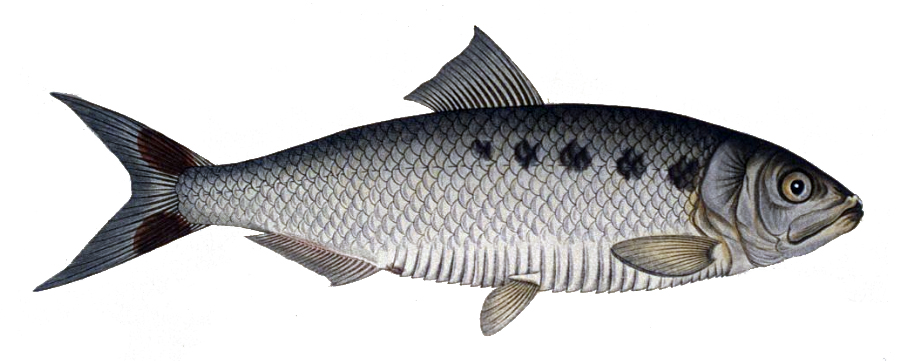
Fattyúhering (Alosa alosa)

- Sardinella (Cuvier and Valenciennes, 1847)
- Meletta suoerii Valenciennes, 1847 - Alosa alabamae
- Alausa vulgaris Valenciennes, 1847 - fattyúhering
- Meletta venosa Valenciennes, 1847 - Alosa pseudoharengus

##### Szardellafélék
- Engraulis argyrophanus Valenciennes, 1848 - Engraulis encrasicolus

##### Pristigasteridae
- Pellona (Valenciennes, 1847)

#### Pontyalakúak

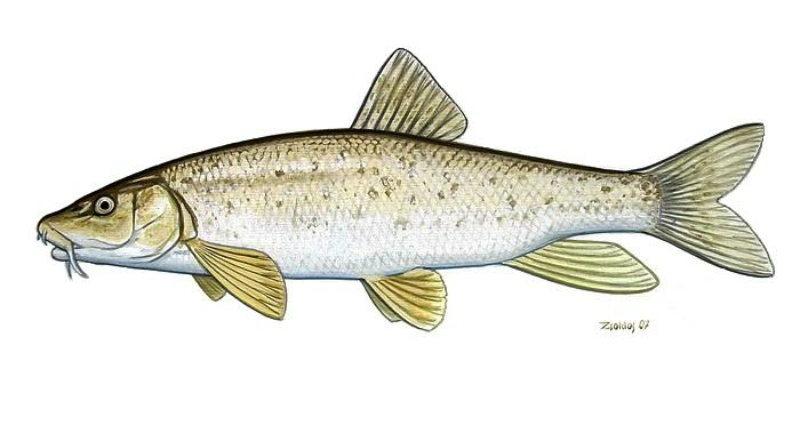
Petényi-márna (Barbus peloponnesius)

- Leuciscus baldneri Valenciennes, 1844 - sujtásos küsz
- Leuciscus cordilla Valenciennes, 1844 - Alburnus albidus
- Leuciscus dolabratus Valenciennes, 1844 - szélhajtó küsz
- Leuciscus albuloides Valenciennes, 1844 - Alburnus chalcoides
- Abramis erythropterus Valenciennes, 1844 - karikakeszeg
- Abramis micropteryx Valenciennes, 1844 - karikakeszeg
- Petényi-márna (Barbus peloponnesius) (Valenciennes in Cuvier & Valenciennes, 1842)
- Barbus plebeius Valenciennes, 1842 - olasz márna
- Barbonymus balleroides (Valenciennes, 1842)
- Gobio obtusirostris Valenciennes, 1842
- Chondrostoma seva Valenciennes, 1844 - Chondrostoma soetta
- Cyprinus fischeri Valenciennes, 1844 - kurta baing
- Leuciscus burdigalensis Valenciennes, 1844
- Leuciscus rostratus Valenciennes, 1844 - nyúldomolykó
- görög cselle (Pelasgus stymphalicus) (Valenciennes, 1844)
- Leuciscus stymphalicus Valenciennes, 1844
- Phoxinellus stymphalicus (Valenciennnes, 1844)
- Pseudophoxinus stymphalicus (Valenciennes, 1844) - görög cselle
- Leuciscus ryzela Valenciennes, 1844 - Rutilus pigus
- Leuciscus sardella Valenciennes, 1844 - olasz koncér
- Leuciscus albiensis Valenciennes, 1844 - fejes domolykó
- Leuciscus frigidus Valenciennes, 1844
- Leuciscus squalius Valenciennes, 1844 - fejes domolykó
- Squalius peloponensis (Valenciennes, 1844)
- Leuciscus agassii Valenciennes, 1844 - vaskos csabak
- Leuciscus agassizi Valenciennes, 1844
- Leuciscus agassizii Valenciennes, 1844
- Leuciscus souffia agassizi Valenciennes, 1844
- Telestes agassizi (Valenciennes, 1844)
- Telestes agassizii (Valenciennes, 1844) - vaskos csabak
- Vimba elongata (Valenciennes, 1844)
- Leuciscus parvulus Valenciennes, 1844 - szilvaorrú keszeg
- fehér busa (Hypophthalmichthys molitrix) (Valenciennes, 1844)
- Hypopthalmichthys molitrix (Valenciennes, 1844)
- Hypothalmichthys molitrix (Valenciennes, 1844)
- Hypothamicthys molitrix (Valenciennes, 1844)
- Leuciscus molitrix Valenciennes, 1844 - fehér busa

#### Pontylazacalakúak

##### Alestidae
- Brycinus Valenciennes in Cuvier & Valenciennes, 1850
- Brycinus macrolepidotus Valenciennes, 1850

##### Pontylazacfélék
- Astyanax orbignyanus (Valenciennes, 1850)
- Cynopotamus (Cuvier & Valenciennes, 1850)
- Mylesinus (Cuvier & Valenciennes, 1850)
- Mylesinus schomburgkii Valenciennes, 1850
- Myleus altipinnis (Valenciennes, 1850)
- Myloplus lobatus (Valenciennes, 1850)
- Myleus lobatus (Valenciennes, 1850) - Myloplus lobatus
- Mylossoma acanthogaster (Valenciennes, 1850)
- Pygocentrus palometa Valenciennes, 1850
- Pygocentrus caribe (Valenciennes, 1850) - Pygocentrus cariba
- Serrasalmus caribe Valenciennes, 1850 - Pygocentrus cariba
- Serrasalmus humeralis Valenciennes, 1850
- Serrasalmus marginatus Valenciennes, 1837
- Serrasalmus serrulatus (Valenciennes, 1850)
- Tometes (Cuvier & Valenciennes, 1850)
- Tometes trilobatus Valenciennes, 1850
- Grundulus (Cuvier & Valenciennes, 1846)

##### Lebiasinidae
- Lebiasina (Valenciennes in Cuvier & Valenciennes, 1847)
- Piabucina (Valenciennes in Cuvier & Valenciennes, 1850)
- Pyrrhulina (Valenciennes in Cuvier & Valenciennes, 1846)

#### Harcsaalakúak

##### Zacskósharcsafélék

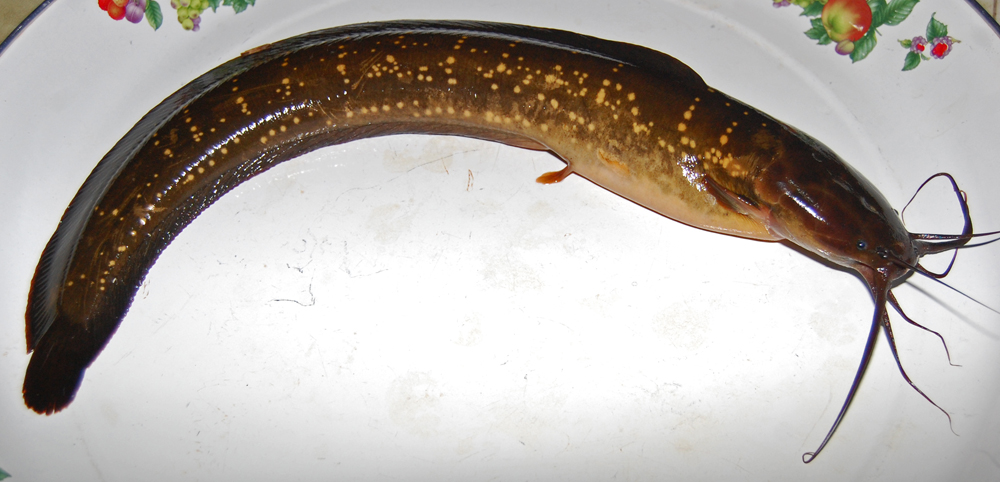
Clarias nieuhofii

- Clarias dussumieri Valenciennes in Cuvier & Valenciennes, 1840 - Clarias-faj
- Clarias lazera Valenciennes in Cuvier & Valenciennes, 1840 - afrikai harcsa
- Clarias nieuhofii Valenciennes in Cuvier & Valenciennes, 1840 - Clarias-faj
- Clarias abbreviatus Valenciennes in Cuvier & Valenciennes, 1840 - lehet, hogy szinonima

##### Claroteidae

Auchenoglanis occidentalis

- Auchenoglanis occidentalis (Valenciennes, 1840)
- Auchenaspis occidentalis (Valenciennes, 1840)
- Auchenoglanis biscutatus occidentalis (Valenciennes, 1840)
- Auchenoglanis occidentalis occidentalis (Valenciennes, 1840)
- Auchenoglannis occidentalis (Valenciennes, 1840)
- Pimelodus occidentalis Valenciennes, 1840 - Auchenoglanis occidentalis
- Chrysichthys maurus (Valenciennes, 1840)

##### Törpeharcsafélék
- kék harcsa (Ictalurus furcatus)
- Pimelodus furcatus (Valenciennes, 1840) - kék harcsa

##### Tepsifejűharcsa-félék

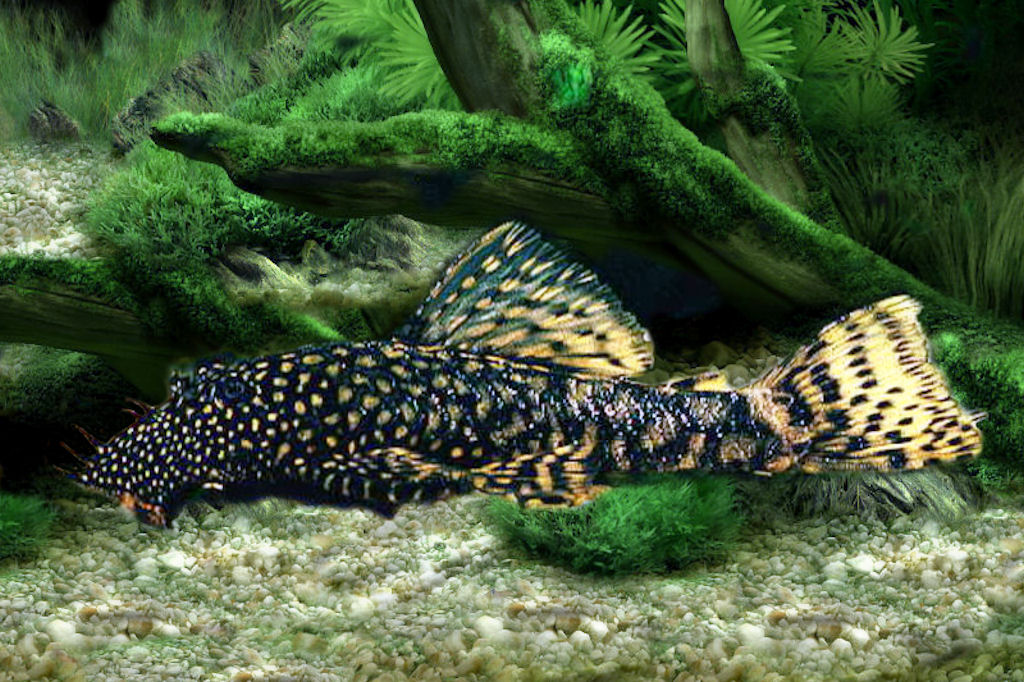
Ancistrus cirrhosus

- Rinelepis acanthicus Valenciennes, 1840 - Acanthicus hystrix
- Ancistrus bufonius (Valenciennes, 1840)
- Ancistrus calamita (Valenciennes, 1840)
- Hypostomus bufonius Valenciennes, 1840
- Hypostomus calamita Valenciennes, 1840 - Ancistrus bufonius
- Ancistrus cirrhosus (Valenciennes, 1836)
- Hypostomus cirrhosus Valenciennes, 1836 - Ancistrus cirrhosus
- Ancistrus erinaceus (Valenciennes, 1840)
- Hypostomus erinaceus Valenciennes, 1840 - Ancistrus erinaceus
- Ancistrus temminckii (Valenciennes, 1840)
- Ancistrus temmincki (Valenciennes, 1840)
- Hypostomus temminckii Valenciennes, 1840 - Ancistrus temminckii

##### Óriásharcsafélék
- Pangasius Valenciennes in G. Cuvier & Valenciennes, 1840

#### Lazacalakúak

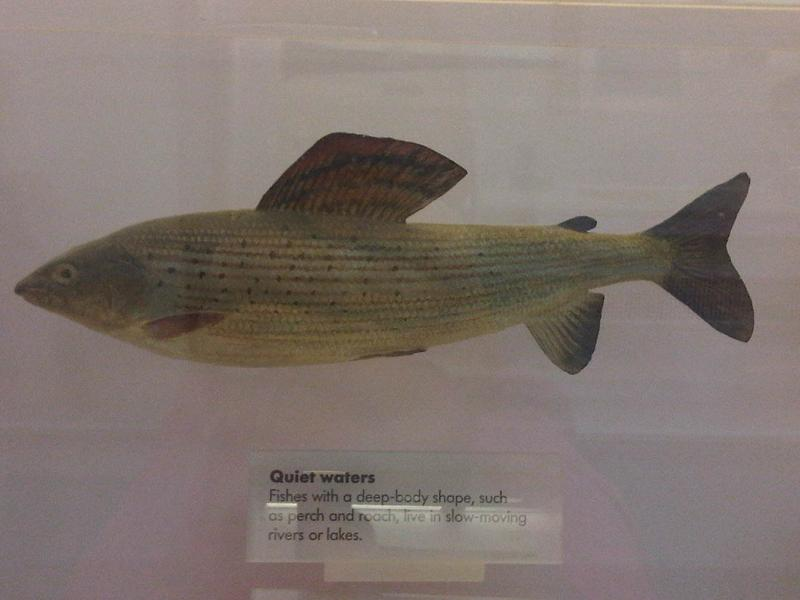
Pénzes pér (Thymallus thymallus)

- Fario Valenciennes in Cuvier & Valenciennes, 1848 - Salmo
- Salar Valenciennes in Cuvier & Valenciennes, 1848 - Salmo
- Salmo salmo Valenciennes, 1848 - lazac
- Fario argenteus Valenciennes, 1848 - sebes pisztráng
- Salar ausonii Valenciennes, 1848
- Salar bailloni Valenciennes, 1848
- Salar gaimardi Valenciennes, 1848
- Salar spectabilis Valenciennes, 1848 - sebes pisztráng
- Salmo ascanii Valenciennes, 1848 - tavi szaibling
- Thymallus aeliani (Valenciennes, 1848) - pénzes pér
- Thymallus eliani (Valenciennes, 1848)
- Thymallus gymnogaster (Valenciennes, 1848)
- Thymallus gymnothorax (Valenciennes, 1848) - pénzes pér

#### Csukaalakúak
- Umbra Nattered (in. lit.) + U. Krameri (Cuvier & Valenciennes, 1846) - lápi póc

#### Aulopiformes
- Alepisaurus azureus Valenciennes, 1850 - Alepisaurus ferox
- Saurida Valenciennes, 1850 - gyíkhalféle nem

#### Percopsiformes
- Aphredoderus (Lesueur in Cuvier & Valenciennes, 1833)

#### Horgászhalalakúak

##### Csáposhal-félék

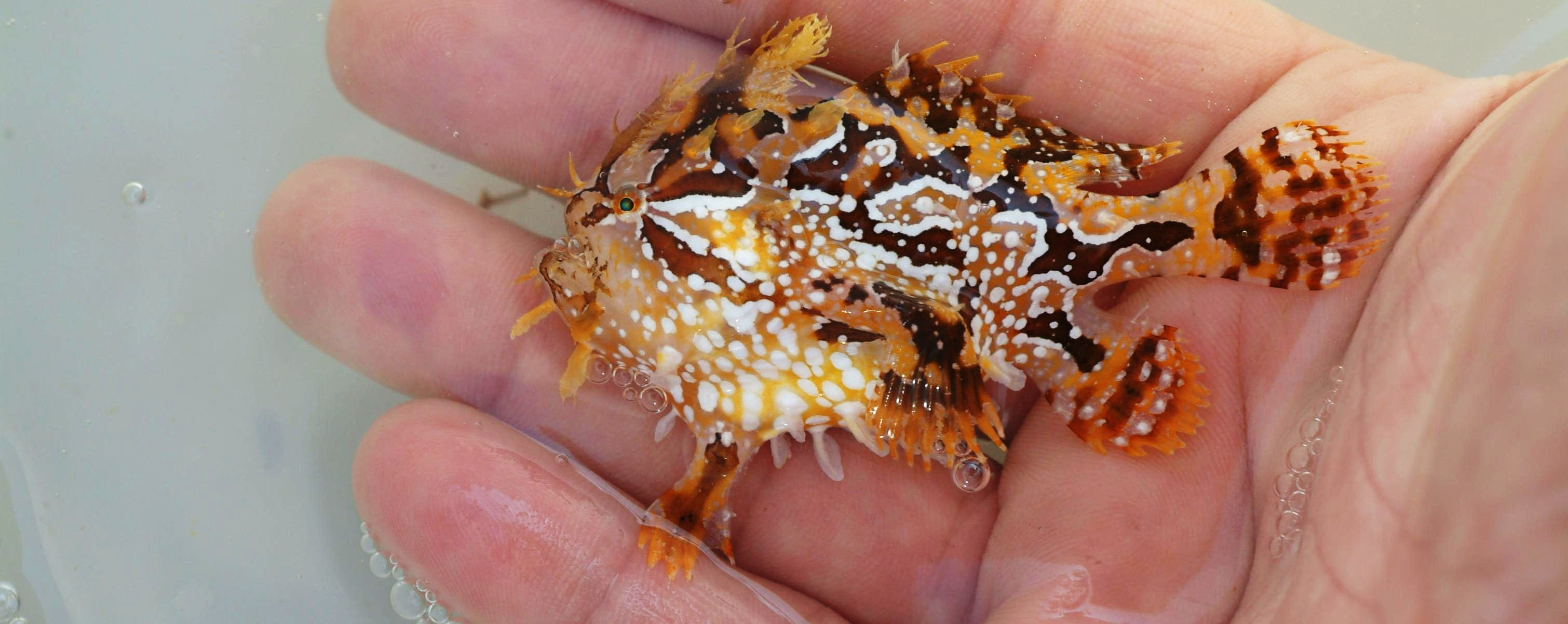
Histrio histrio

- Antennarius multiocellatus (Valenciennes, 1837)
- Antennarius pardalis (Valenciennes, 1837)
- Antenarius mesogallicus (Valenciennes, 1837) - Histrio histrio
- Antennarius nesogallicus (Valenciennes, 1837)
- Chironectes nesogallicus Valenciennes, 1837
- Chironectes pictus Valenciennes, 1837
- Histrio pictus (Valenciennes, 1837)
- Pterophryne picta (Valenciennes, 1837) - Histrio histrio

##### Horgászhal-félék
- Lophius americanus Valenciennes, 1837
- Lophius vomerinus Valenciennes, 1837

##### Ogcocephalidae
- Halieutaea Valenciennes in Cuvier & Valenciennes, 1837
- Ogcocephalus notatus (Valenciennes, 1837)

#### Tőkehalalakúak
- Nezumia sclerorhynchus (Valenciennes, 1838)

#### Kakashalalakúak
- Zeus japonicus Valenciennes, 1835 - kakashal
- Zeuss japonicus Valenciennes, 1835 - kakashal

#### Sügéralakúak

##### Doktorhalfélék

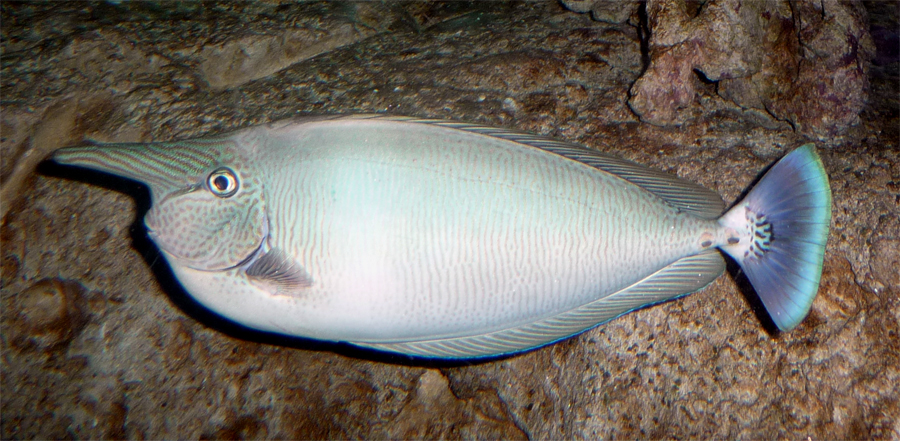
Foltostüskés unikornishal (Naso brevirostris)

- Acanthurus blochii Valenciennes, 1835
- Acanthurus dussumieri Valenciennes, 1835
- Acanthurus delisiani Valenciennes, 1835 - holdfényű császárhal
- Acanthurus delisianus Valenciennes, 1835 - holdfényű császárhal
- Acanthurus nigroris Valenciennes, 1835
- Acanthurus xanthopterus Valenciennes, 1835
- Ctenochaetus marginatus (Valenciennes, 1835)
- Naso brachycentron (Valenciennes, 1835)
- Naseus brachycentron Valenciennes, 1835
- Naso branchycentron (Valenciennes, 1835) - Naso brachycentron
- Naseus brevirostris Valenciennes, 1835 - foltostüskés unikornishal
- Naso brevirostris (Valenciennes, 1835) - foltostüskés unikornishal
- Naso tonganus (Valenciennes, 1835)
- Naseus tonganus Valenciennes, 1835 - Naso tonganus
- Naso vlamingii (Valenciennes, 1835)
- Naseus vlamingii Valenciennes, 1835
- Naso valmingi (Valenciennes, 1835)
- Naso vlamigii (Valenciennes, 1835)
- Naso vlamingi (Valenciennes, 1835) - Naso vlamingii
- Zebrasoma gemmatum (Valenciennes, 1835)

##### Árgushalfélék
- Scatophagus Cuvier in Cuvier & Valenciennes, 1831

##### Nyúlhalfélék
- Siganus corallinus (Valenciennes, 1835)
- Siganus lineatus (Valenciennes, 1835)
- Siganus sutor (Valenciennes, 1835)
- Siganus vermiculatus (Valenciennes, 1835)
- Siganus virgatus (Valenciennes, 1835)

##### Gurámifélék
- Colisa Cuvier in Cuvier & Valenciennes, 1831 - Trichogaster

##### Nyálkáshalfélék

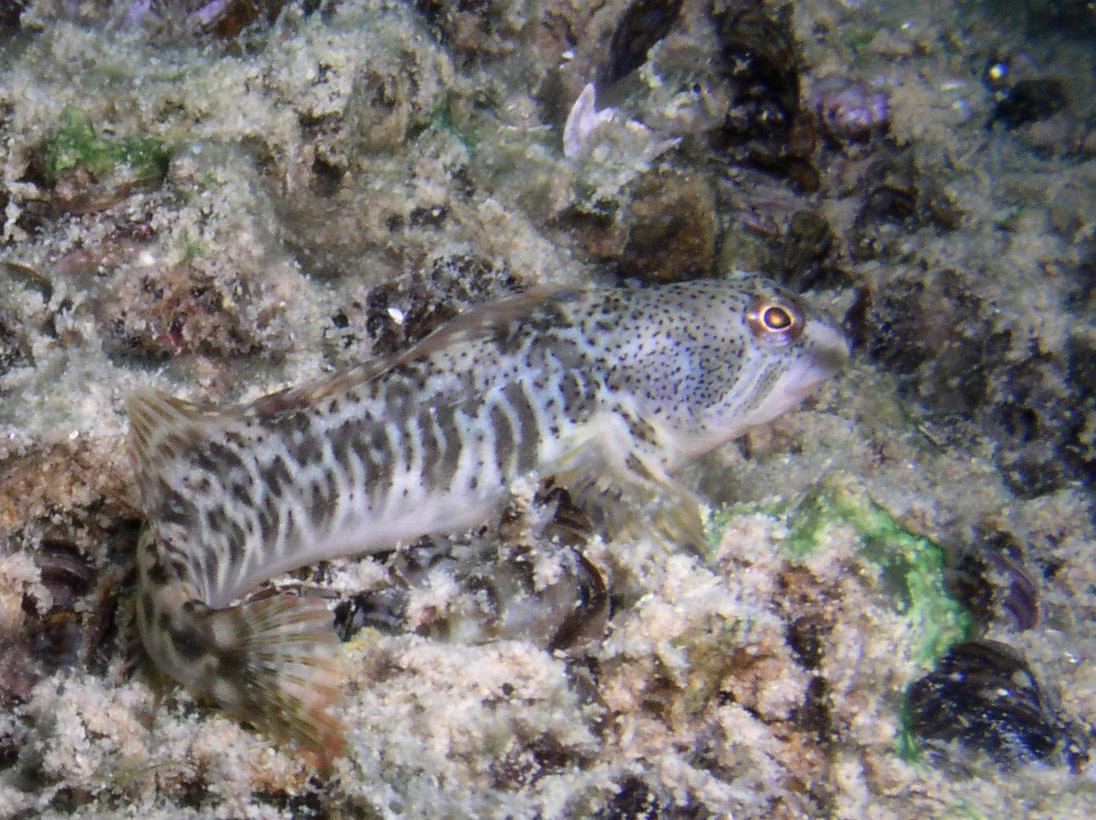
Édesvízi nyálkáshal (Salaria fluviatilis)

- Ecsenius frontalis (Valenciennes, 1836) - nyálkáshalféle
- Blennius ruber Valenciennes, 1836 - csíkos nyálkáshal
- Blennius cagnota (Valenciennes, 1836) - édesvízi nyálkáshal
- Blennius inaequalis (Valenciennes, 1836) - édesvízi nyálkáshal

##### Gébfélék

###### Amblyopinae
- Odontamblyopus roseus (Valenciennes, 1837)
- Amblyopus roseus Valenciennes, 1837 - Odontamblyopus roseus
- Amblyopus mayenna Valenciennes, 1837 - Odontamblyopus rubicundus
- Taenioides gracilis (Valenciennes, 1837) - Amblyopinae-faj
- Amblyopus gracilis Valenciennes, 1837 - Taenioides gracilis
- Trypauchen Valenciennes in Cuvier & Valenciennes, 1837

###### Gobiinae
- Acentrogobius caninus (Valenciennes, 1837)

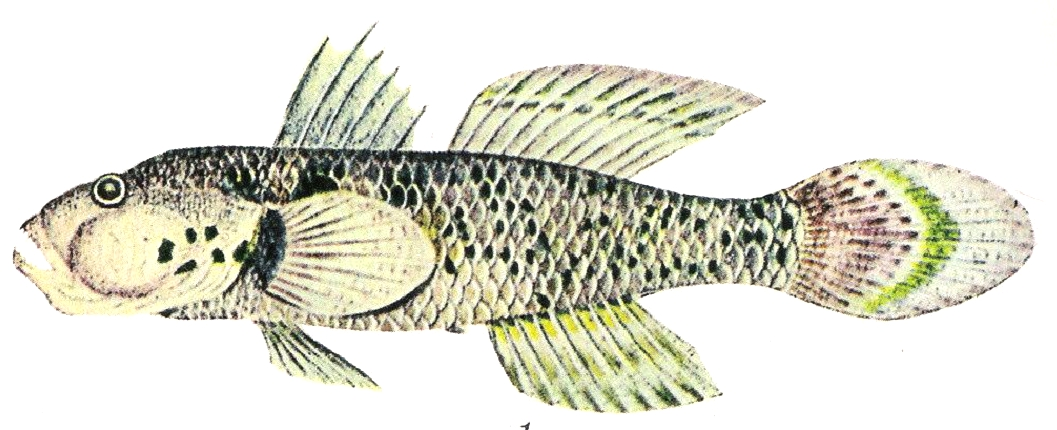
Acentrogobius viridipunctatus

- Acentrogobius viridipunctatus (Valenciennes, 1837)
- Ctenogobius viridipunctatus (Valenciennes, 1837)
- Gobius viridipunctatus Valenciennes, 1837 - Acentrogobius viridipunctatus
- Amblygobius phalaena (Valenciennes, 1837)
- Amblygobius sphynx (Valenciennes, 1837)
- Arcygobius baliurus (Valenciennes, 1837)
- Acentrogobius baliurus (Valenciennes, 1837)
- Gnatholepis baliurus (Valenciennes, 1837)
- Gobius baliurus Valenciennes, 1837
- Isthmogobius baliurus (Valenciennes, 1837) - Arcygobius baliurus
- Aulopareia unicolor (Valenciennes, 1837)
- Bathygobius albopunctatus (Valenciennes, 1837) - Bathygobius coalitus
- Bathygobius cyclopterus (Valenciennes, 1837)
- Bathygobius soporator (Valenciennes, 1837)
- Caffrogobius nudiceps (Valenciennes, 1837)
- Cryptocentrus Valenciennes in Cuvier & Valenciennes, 1837
- Cryptocentrus cryptocentrus (Valenciennes, 1837)
- Cryptocentrus niveatus (Valenciennes, 1837)
- Deltentosteus quadrimaculatus (Valenciennes, 1837)
- Glossogobius celebius (Valenciennes, 1837)
- Glossogobius kokius (Valenciennes, 1837)
- Gobiodon histrio (Valenciennes, 1837)
- Gobiodon quinquestrigatus (Valenciennes, 1837)
- karcsú géb (Gobius geniporus) Valenciennes, 1837
- Mahidolia mystacina (Valenciennes, 1837)
- Gobius mystacina Valenciennes, 1837
- Gobius mystacinus Valenciennes, 1837
- Mahidoria mystacina (Valenciennes, 1837)
- Waitea mystacina (Valenciennes, 1837) - Mahidolia mystacina
- Mauligobius maderensis (Valenciennes, 1837)
- Myersina filifer (Valenciennes, 1837)
- Oplopomus Valenciennes, (ex. Ehrenberg) 1837
- Oplopomus oplopomus (Valenciennes, 1837)
- Gobius fluviatilis Valenciennes, 1837 - Padogobius bonelli
- Priolepis Valenciennes (ex Ehrenberg) in Cuvier & Valenciennes, 1837
- Priolepis semidoliata (Valenciennes, 1837)
- Psammogobius biocellatus (Valenciennes, 1837)
- Valenciennea muralis (Valenciennes, 1837)
- Valenciennea sexguttata (Valenciennes, 1837)

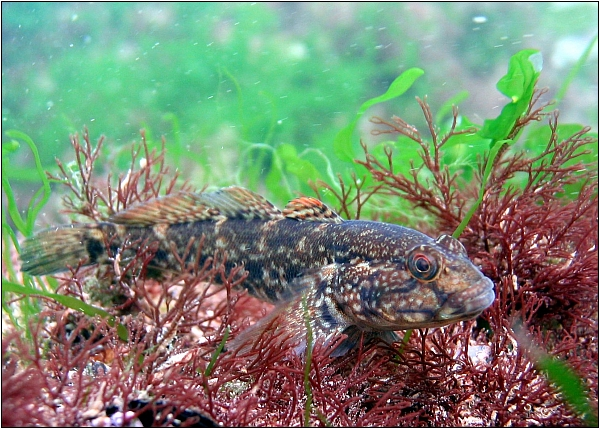
Kígyófejű géb (Zosterisessor ophiocephalus)

- Gobius lota Valenciennes, 1837 - kígyófejű géb
- Yongeichthys criniger (Valenciennes, 1837)

###### Gobionellinae
- Awaous Valenciennes in Cuvier & Valenciennes, 1837
- Awaous banana (Valenciennes, 1837)
- Awaous flavus (Valenciennes, 1837)
- Awaous guamensis (Valenciennes, 1837)
- Awaous nigripinnis (Valenciennes, 1837)
- Awaous pallidus (Valenciennes, 1837)
- Ctenogobius smaragdus (Valenciennes, 1837)
- Oligolepis acutipennis (Valenciennes, 1837)
- Oxyurichthys papuensis (Valenciennes, 1837)
- Oxyurichthys tentacularis (Valenciennes, 1837)
- Stenogobius genivittatus (Valenciennes, 1837)

###### Oxudercinae
- Apocryptes Valenciennes, 1837
- Boleophthalmus Valenciennes, 1837
- Boleophthalmus dussumieri Valenciennes, 1837
- Boleophthalmus dentatus Valenciennes, 1837
- Boleophthalmus dussumierei Valenciennes, 1837 - Boleophthalmus dussumieri
- Parapocryptes rictuosus (Valenciennes, 1837)
- Apocryptes rictuosus Valenciennes, 1837 - Parapocryptes rictuosus
- Periophthalmodon freycineti Valenciennes, 1837 - Periophthalmodon freycineti
- Periophthalmodon schlosseri freycineti Valenciennes, 1837 - Periophthalmodon freycineti
- Periophthalmus argentilineatus Valenciennes, 1837
- Periopthalmus argentilineatus Valenciennes, 1837 - Periophthalmus argentilineatus
- Apocryptes dentatus Valenciennes, 1837 - Pseudapocryptes elongatus
- Scartelaos histophorus (Valenciennes, 1837)
- Boleophthalmus chinensis Valenciennes, 1837
- Boleophthalmus histophorus Valenciennes, 1837
- Boleophthalmus sinicus Valenciennes, 1837 - Scartelaos histophorus

###### Sicydiinae
- Sicydium Valenciennes in Cuvier & Valenciennes, 1837
- Sicyopterus cynocephalus (Valenciennes, 1837)
- Sicyopterus laticeps (Valenciennes, 1837)

##### Ajakoshalfélék
- Coris auricularis (Valenciennes, 1839)
- tisztogatóhal (Labroides dimidiatus) (Valenciennes, 1839)
- Cossyphus dimidiatus Valenciennes, 1839
- Labroides dimidatus (Valenciennes, 1839) - tisztogatóhal
- Labrus donovani Valenciennes, 1839 - foltos ajakoshal
- Labrus nubilus Valenciennes, 1843 - foltos ajakoshal

##### Papagájhalfélék

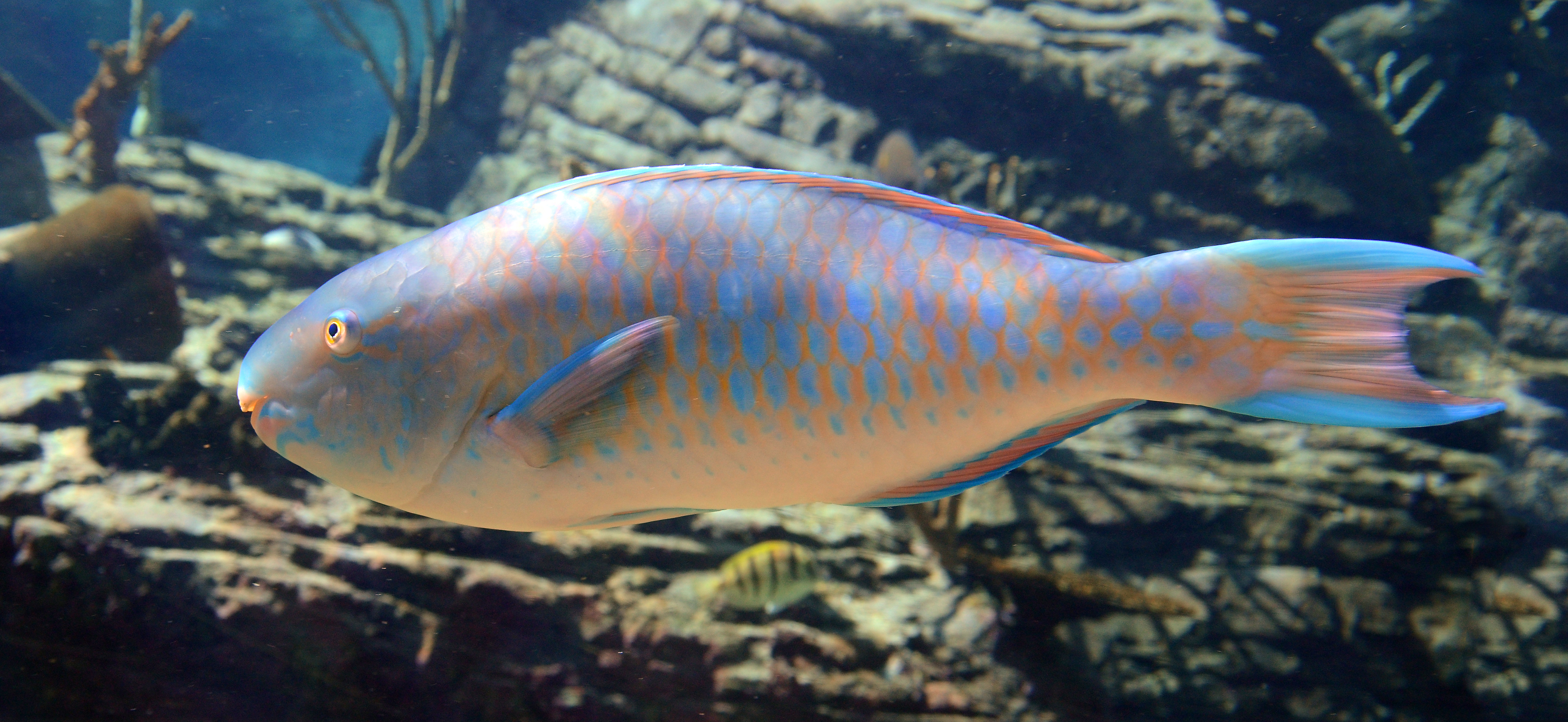
Kékszegélyes papagájhal (Scarus ghobban)

- Scarus coelestinus Valenciennes, 1840
- Scarus festivus Valenciennes, 1840
- Scarus globiceps Valenciennes, 1840
- Scarus oviceps Valenciennes, 1840
- Scarus prasiognathos Valenciennes, 1840
- Scarus rivulatus Valenciennes, 1840
- Scarus russelii Valenciennes, 1840
- Scarus scaber Valenciennes, 1840
- Scarus trispinosus Valenciennes, 1840
- Scarus quoyi Valenciennes, 1840
- Callyodon dussumieri (Valenciennes, 1840) - kékszegélyes papagájhal
- Scarus dussumieri Valenciennes, 1840
- Scarus lacerta Valenciennes, 1840
- Scarus scabriusculus Valenciennes, 1840 - kékszegélyes papagájhal

##### Korállszirtihal-félék
- Chromis crusma (Valenciennes, 1833)
- Chromis limbata (Valenciennes, 1833)

##### Tüskésmakréla-félék

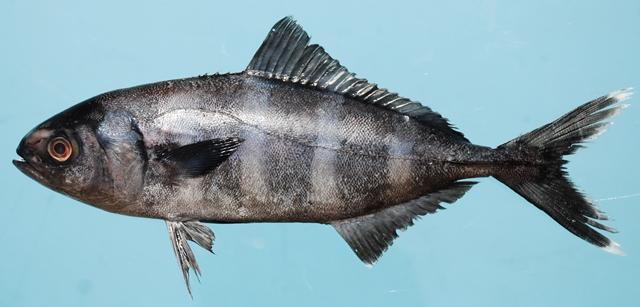
Kalauzhal (Naucrates ductor)

- Hynnis insanus Valenciennes, 1862 - Alectis indica
- Decapterus scombrinus (Valenciennes, 1846) - Decapterus muroadsi
- Nauclerus abreviatus Valenciennes, 1833 - kalauzhal
- Nauclerus annularis Valenciennes, 1833
- Nauclerus brachycentrus Valenciennes, 1833
- Nauclerus compressus Valenciennes, 1833
- Nauclerus leucurus Valenciennes, 1833
- Nauclerus triacanthus Valenciennes, 1833
- Seriola dussumieri Valenciennes, 1833
- Seriola succincta Valenciennes, 1833
- Seriola succinta Valenciennes, 1833 - kalauzhal
- Seriola lalandi Valenciennes, 1833
- Seriola rivoliana Valenciennes, 1833

##### Díszsügérfélék
- Centrarchus hexacanthus Valenciennes, 1831 - Pomoxis nigromaculatus
- Pomotis hexacanthus (Valenciennes, 1831)
- Pomoxis hexacanthus (Valenciennes, 1831) - Pomoxis nigromaculatus
- Lepomis punctatus (Valenciennes, 1831)
- Bryttus punctatus Valenciennes, 1831
- Lepomis punctatus punctatus (Valenciennes, 1831) - Lepomis punctatus
- Huro Cuvier in Cuvier & Valenciennes, 1828 - Micropterus

##### Aranymakrahal-félék

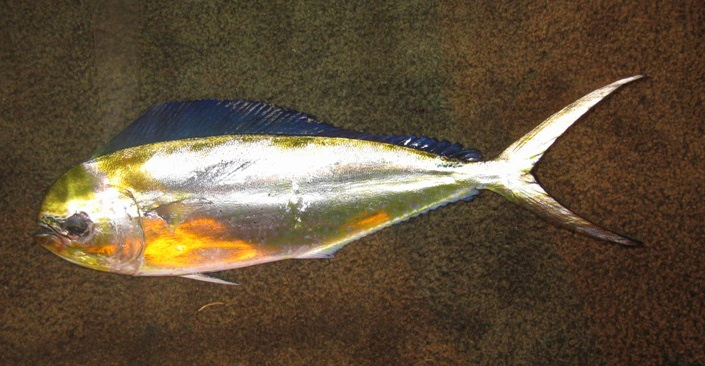
Coryphaena equiselis

- Coryphaena azorica Valenciennes, 1833 - Coryphaena equiselis
- Coryphaena lessonii Valenciennes, 1833
- Lampugus neapolitanus Valenciennes, 1833
- Lampugus punctulatus Valenciennes, 1833 - Coryphaena equiselis
- Coryphaena argyrurus Valenciennes, 1833 - Coryphaena hippurus
- Coryphaena dolfyn Valenciennes, 1833
- Coryphaena dorado Valenciennes, 1833
- Coryphaena margravii Valenciennes, 1833
- Coryphaena scomberoides Valenciennes, 1833
- Coryphaena suerii Valenciennes, 1833
- Coryphaena virgata Valenciennes, 1833
- Coryphaena vlamingii Valenciennes, 1833
- Lampugus siculus Valenciennes, 1833 - Coryphaena hippurus

##### Haemulidae
- Boridia Cuvier in Cuvier & Valenciennes, 1830
- Brachydeuterus auritus (Valenciennes, 1832)
- Conodon Cuvier in Cuvier & Valenciennes, 1830

##### Opistognathidae
- Opistognathus cuvierii Valenciennes, 1836
- Gnathypops cuvieri (Valenciennes, 1836)
- Opisthognathus cuvieri Valenciennes, 1836
- Opisthognathus cuvierii Valenciennes, 1836
- Opistognathus cuvieri Valenciennes, 1836 - Opistognathus cuvierii

##### Sügérfélék
- Aspro Cuvier In Cuvier & Valenciennes, 1828 - bucó

##### Fűrészfogú sügérfélék
- Anyperodon leucogrammicus (Valenciennes, 1828)
- Cromileptes altivelis (Valenciennes, 1828)
- Epinephelus caninus (Valenciennes, 1843)
- Epinephelus chlorocephalus (Valenciennes, 1830)
- Epinephelus chlorostigma (Valenciennes, 1828)
- Epinephelus corallicola (Valenciennes, 1828)
- Epinephelus diacanthus (Valenciennes, 1828)
- Epinephelus erythrurus (Valenciennes, 1828)
- Epinephelus faveatus (Valenciennes, 1828)
- Epinephelus goreensis (Valenciennes, 1830)
- Epinephelus miliaris (Valenciennes, 1830)
- Epinephelus morio (Valenciennes, 1828)
- Epinephelus morrhua (Valenciennes, 1833)
- Epinephelus quoyanus (Valenciennes, 1830)
- Epinephelus rivulatus (Valenciennes, 1830)
- Epinephelus sexfasciatus (Valenciennes, 1828)
- Epinephelus trimaculatus (Valenciennes, 1828)
- Niphon Cuvier in Cuvier & Valenciennes, 1828
- Serranus psittacinus Valenciennes, 1846

##### Tengeri durbincsfélék
- Argyrozona argyrozona (Valenciennes, 1830)
- Crenidens Valenciennes in G. Cuvier, 1830
- Pagellus Valenciennes in Cuvier & Valenciennes, 1830
- Petrus rupestris (Valenciennes, 1830)
- Pterogymnus laniarius (Valenciennes, 1830)
- Sparidentex hasta (Valenciennes, 1830)

#### Lepényhalalakúak
- Paralichthys orbignyanus (Valenciennes, 1839)

#### Tengeripérhal-alakúak
- Cestraeus (Valenciennes in Cuvier & Valenciennes, 1836)

#### Fogaspontyalakúak

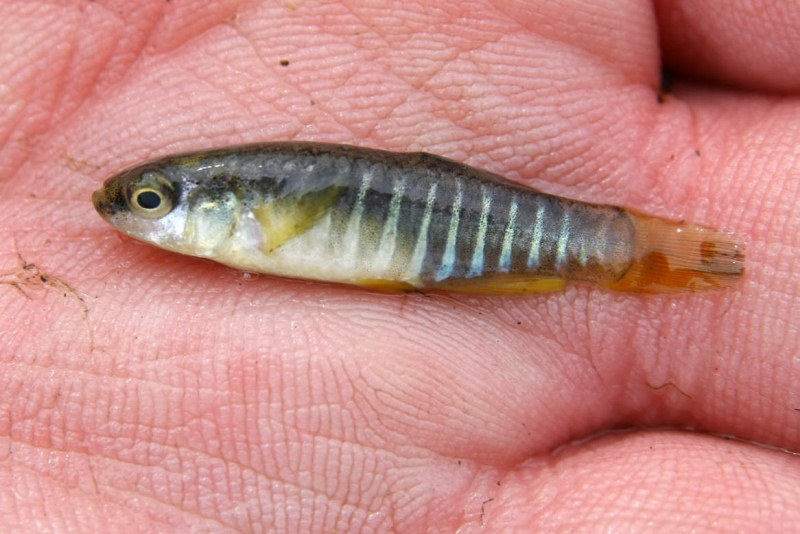
Zebrafogasponty (Aphanius fasciatus)

- zebrafogasponty (Aphanius fasciatus) (Valenciennes, 1821)
- spanyol fogasponty (Aphanius iberus) (Valenciennes, 1846)

#### Nyálkásfejűek
- mélytengeri agyaras hal (Anoplogaster cornuta) (Valenciennes, 1833)
- Anoplogaster cornutus (Valenciennes, 1833)
- Hoplostethus cornutus (Valenciennes, 1833) - mélytengeri agyaras hal

## Tüskésbőrűek
- Arbacia grandinosa (Valenciennes, 1846) - fekete tengeri sün
- Echinocidaris (Tetrapygus) grandinosa (Valenciennes, 1846)
- Echinocidaris grandinosa (Valenciennes, 1846)
- Echinus grandinosus Valenciennes, 1846 - fekete tengeri sün
- Cidaris lima Valenciennes, 1847 - Prionocidaris baculosa

## Puhatestűek
- Fusinus turris (Valenciennes, 1832)
- Conus scalaris Valenciennes, 1832
- Saxicava clavis Valenciennes, 1846 - Hiatella arctica

## Virágállatok
- Rhipidogorgia Valenciennes, 1855 - Gorgonia
- Gorgonia coarctata (Valenciennes, 1855)
- Gorgonia cribrum Valenciennes, 1846
- Gorgonia crinita Valenciennes, 1855
- Gorgonia occatoria (Valenciennes, 1855)
- Gorgonia subtilis Valenciennes, 1855
- Gorgonia venosa Valenciennes, 1855
- Phycogorgia fucata (Valenciennes, 1846)

## Hidraállatok
- Stylaster sanguineus Valenciennes in Milne Edwards & Haime, 1850